# Đảo Ellis
Đảo Ellis ở vịnh Thượng New York là cửa ngõ đón nhận hàng triệu người nhập cư vào Hoa Kỳ từ 1892 cho đến 1954, khiến nó từng là trạm kiểm soát nhập cư nhộn nhịp nhất nước Mỹ. Hòn đảo đã được mở rộng đáng kể nhờ lấn biển giữa những năm 1892 và 1934. Trước đó, hòn đảo nguyên thủy nhỏ hơn nhiều là nơi đặt pháo đài Gibson rồi sau đó là một kho chứa vũ khí của hải quân. Hòn đảo trở thành một phần của tượng đài Quốc gia Tượng Nữ thần Tự do năm 1965 rồi từ năm 1990 có một bảo tàng di dân được xây tại đây. Năm 1998 Tối cao Pháp viện Hoa Kỳ đã ra phán quyết rằng phần lớn hòn đảo thuộc về New Jersey. Mặt phía nam của hòn đảo, nơi có bệnh viện Nhập cư Đảo Ellis, bị đóng cửa với công chúng. Toàn bộ hòn đảo cũng bị đóng cửa từ tháng 10 năm 2012 vì bão Sandy mà chưa biết ngày mở cửa trở lại.

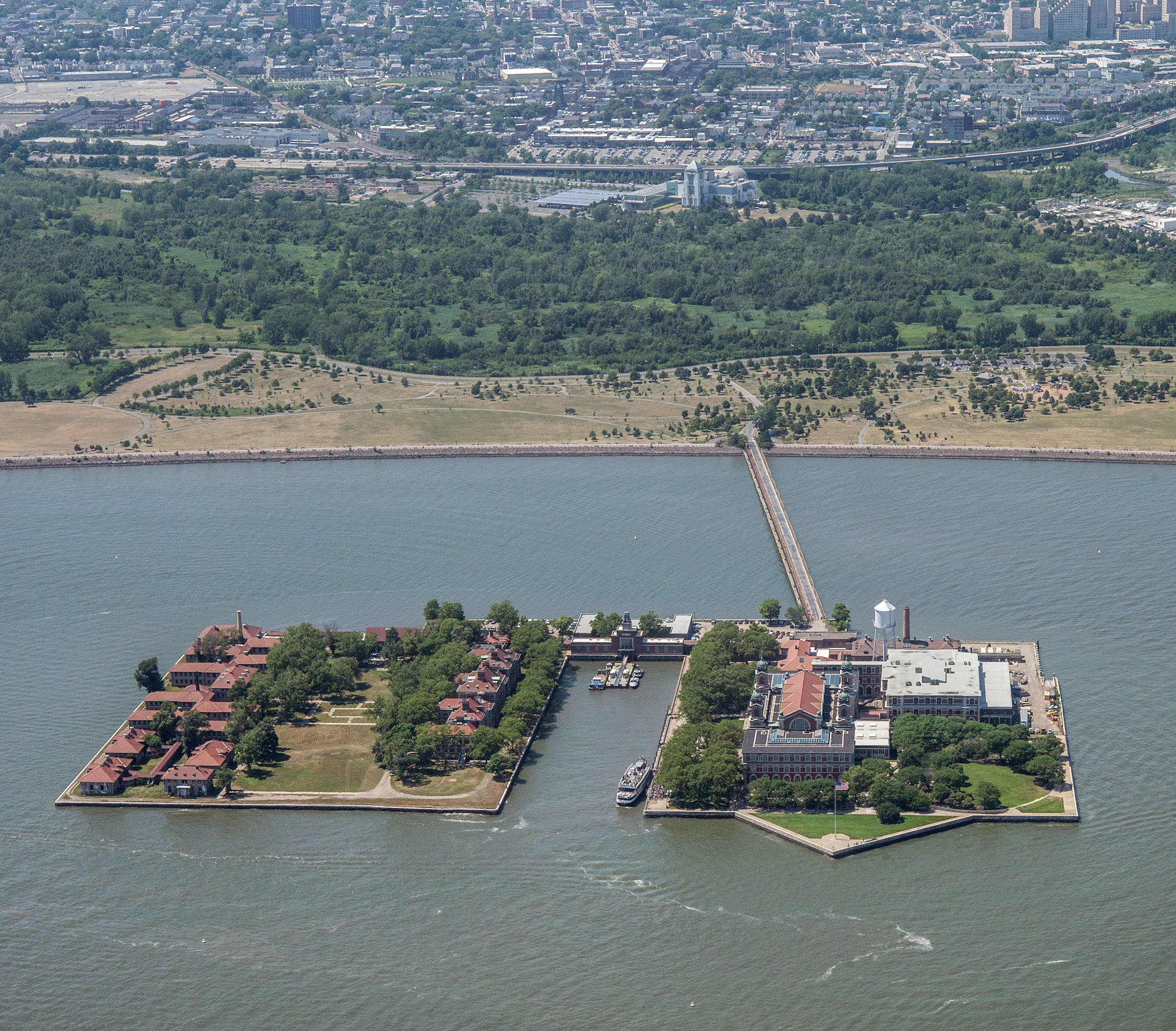
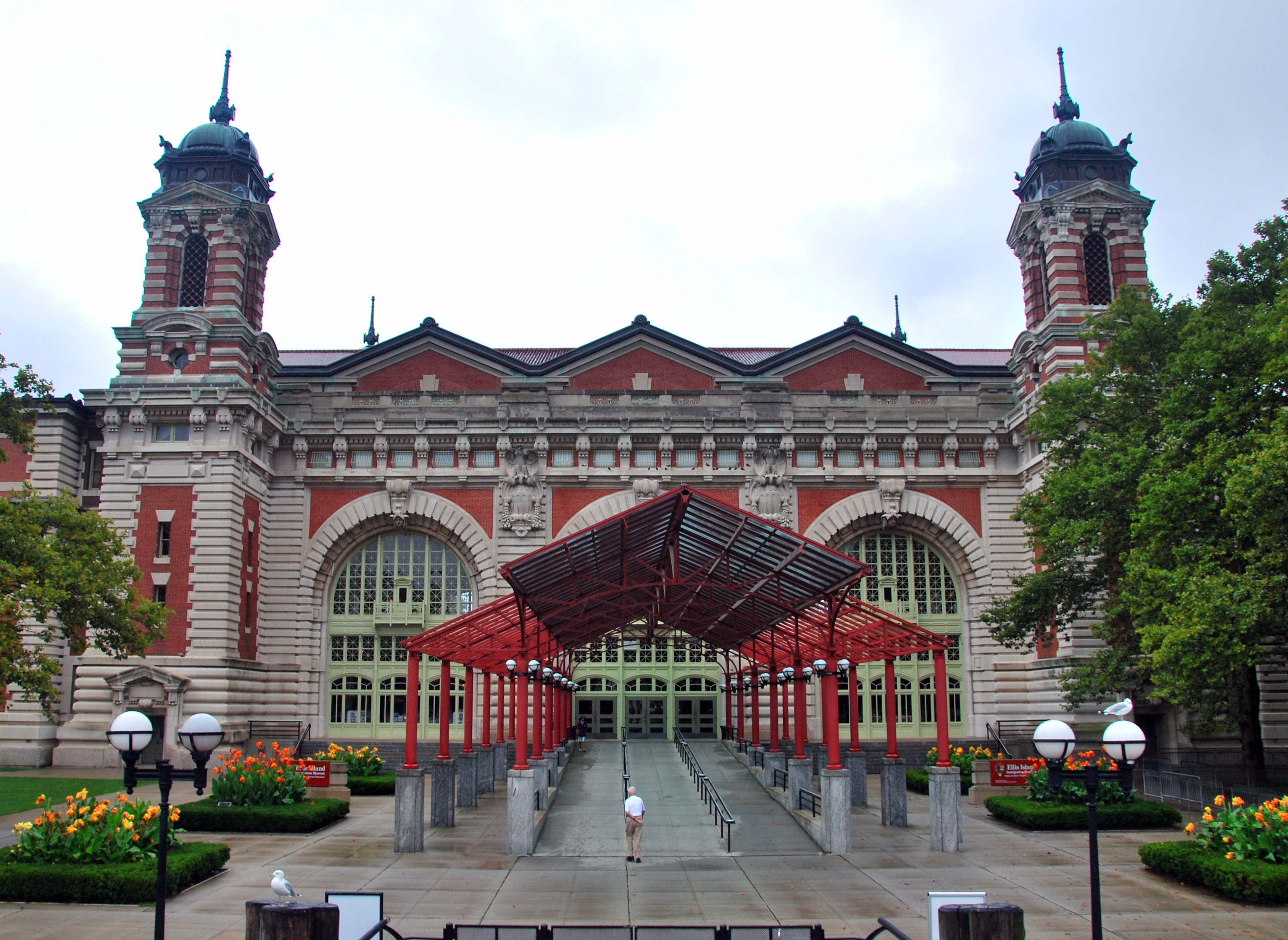
Bảo tàng Nhập cư đảo Ellis
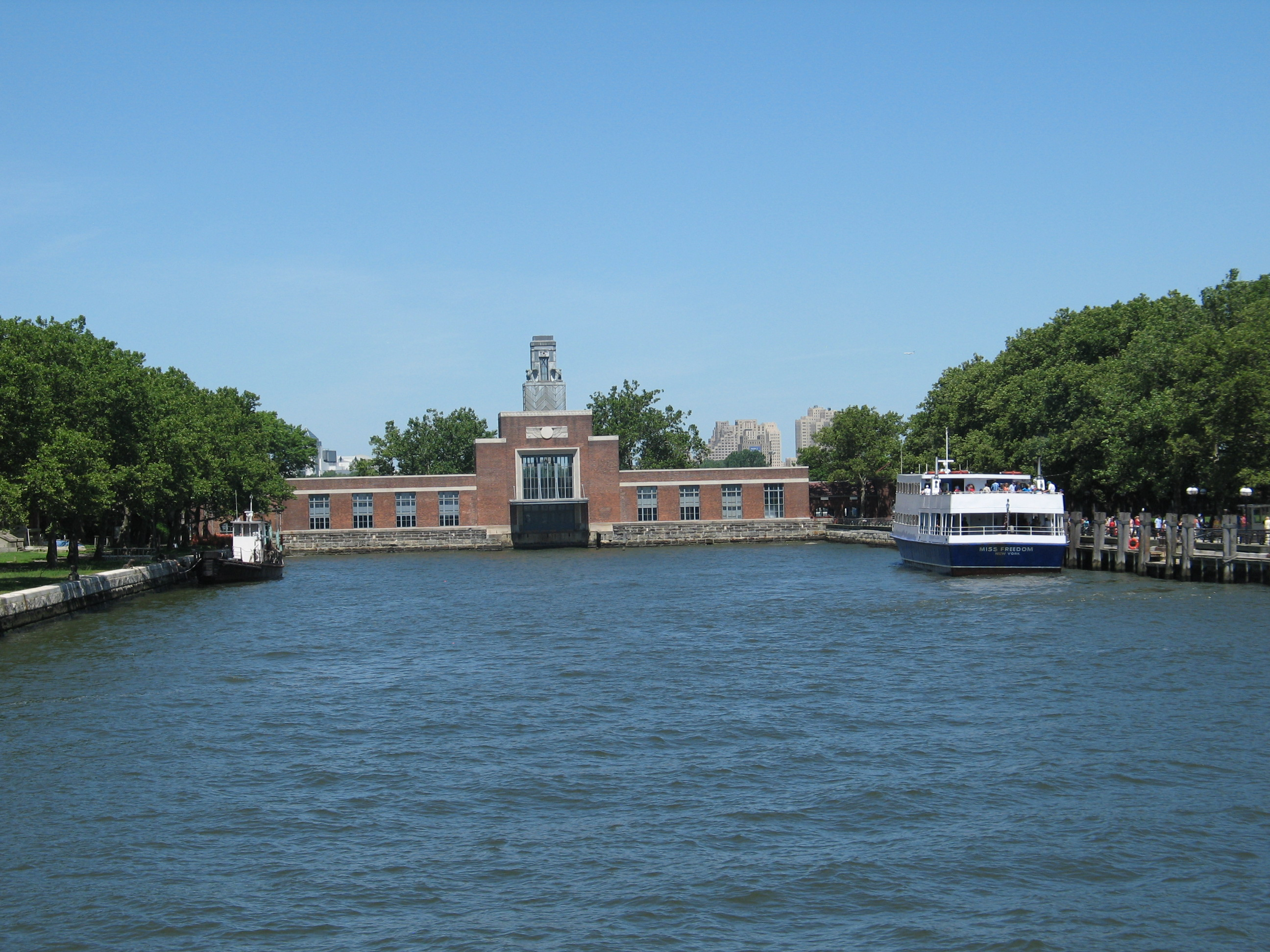
Bến phà và thuyền